# Ramot w Gileadzie
Ramot w Gileadzie (hebr. רָמֹת גִּלְעָד) – biblijne miasto ucieczki, według Księgi Jozuego (Joz 20,8) należące do pokolenia Gada. Położone było na wschodnim brzegu Jordanu. Istnieje przypuszczenie, że może być tożsame z Mispą, skąd pochodził Jefte. Za panowania Salomona w Ramot według 1 Księgi Królewskiej (1 Krl 4,13) miał rezydencję Be-Geber, jeden z dwunastu nadzorców królewskich. Ramot stanowił kość niezgody pomiędzy Izraelitami i Syryjczykami, którzy na przemian przejmowali miasto. W wyniku jednej z bitew, zgodnie z przekazem 1 Księgi Królewskiej (1 Krl 22) w Ramot zginął król Achab. Według 2 Księgi Królewskiej (2 Krl 9,1–10) Jehu został namaszczony w tym mieście na króla.